# Hasjt Behesjt

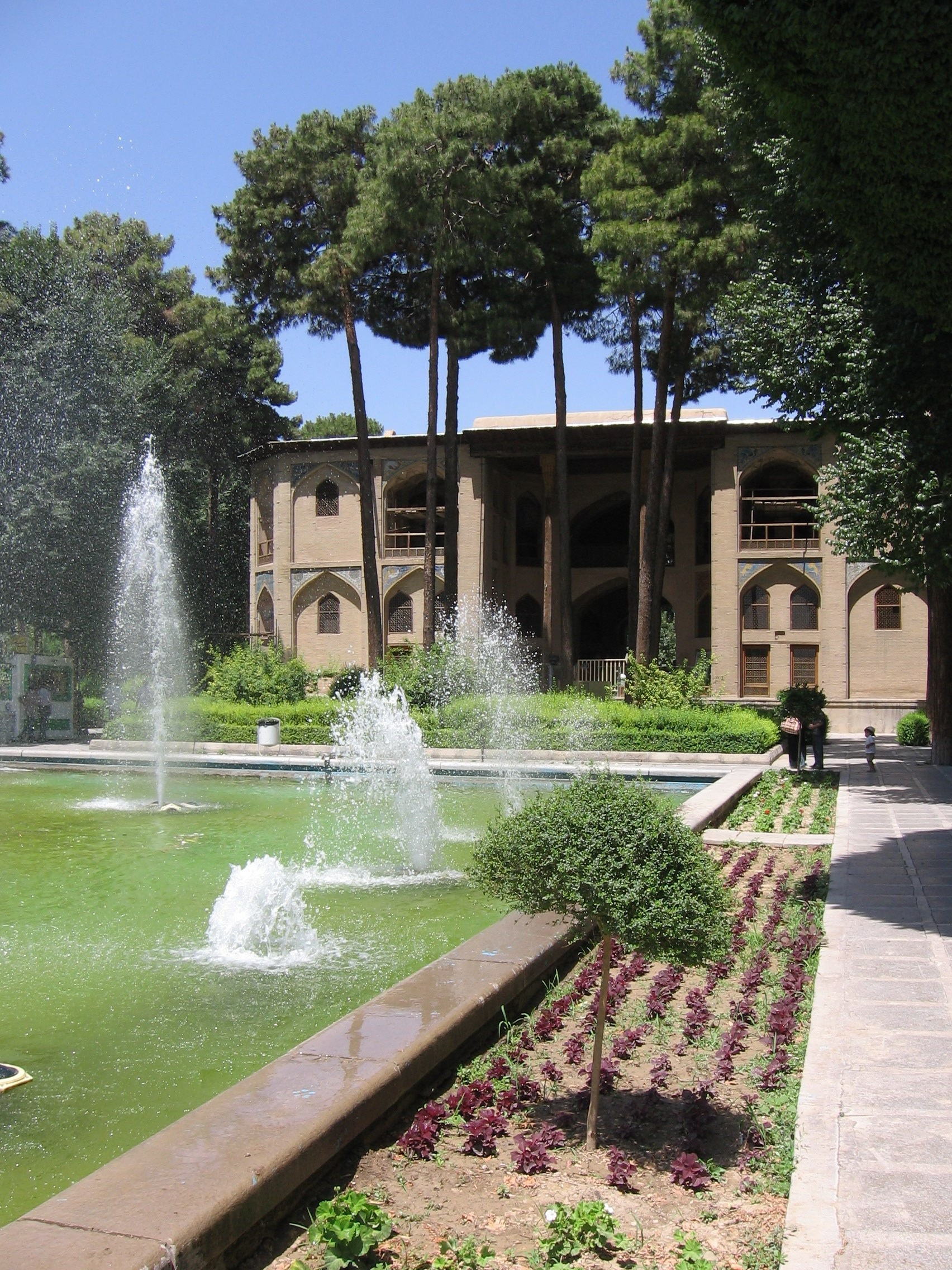
Overzicht van het herenhuis met tuin

Hasjt Behesjt (Perzisch: هشت‌بهشت), vertaald "Acht Hemelen", is een herenhuis uit het Safawidisch tijdperk. Het herenhuis bevindt zich in de Iraanse stad Isfahan.
Het gebouw wordt heden ten dage beschermd door de Iraanse organisatie voor Cultureel Erfgoed, Ambachten en Toerisme. Van de meer dan veertig herenhuizen die in deze periode in Isfahan gebouwd zijn, resteert alleen dit pand.

## Geschiedenis

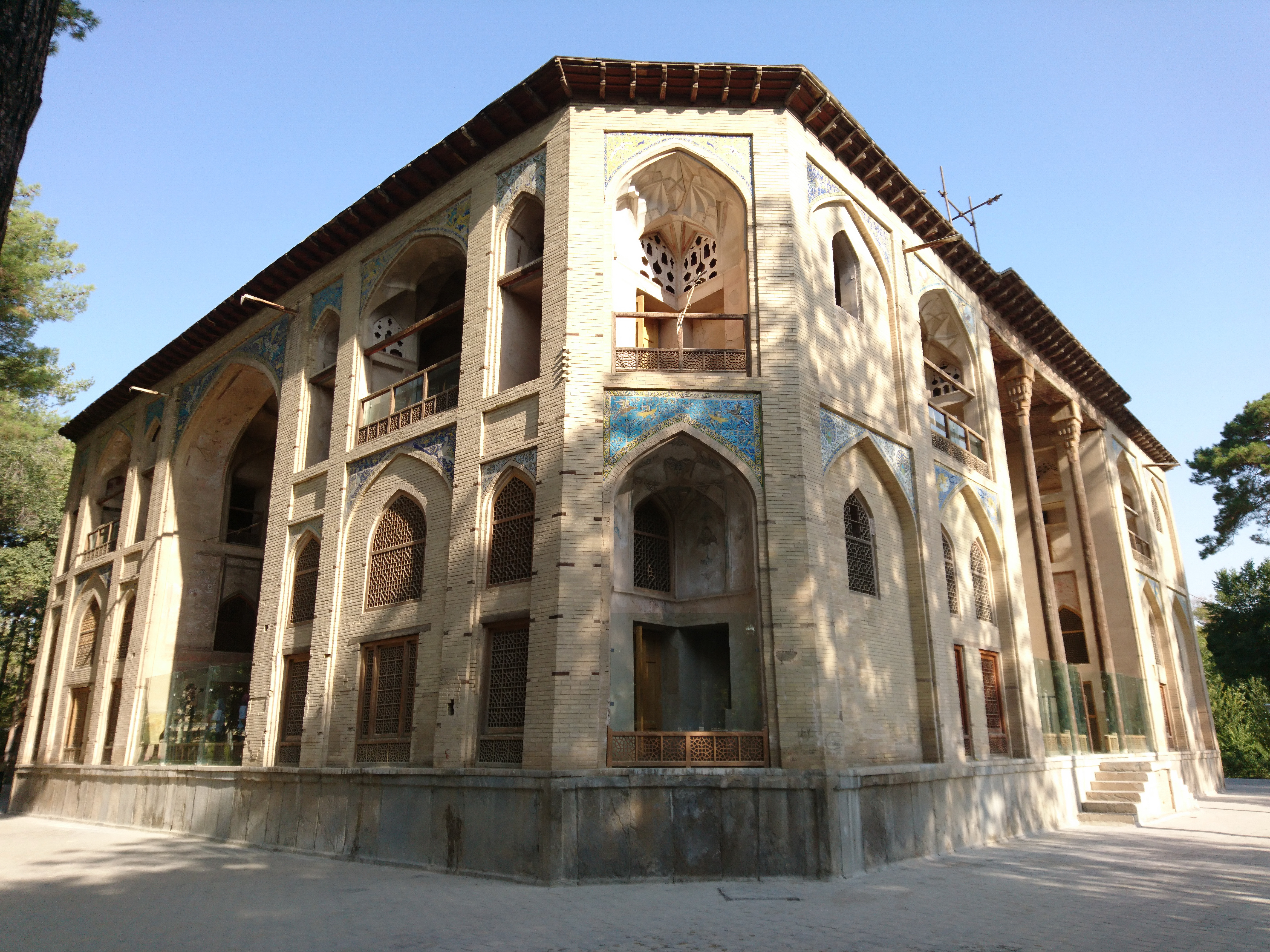
Zicht vanaf de noordwesthoek op het vierkante tot achthoekige gebouw

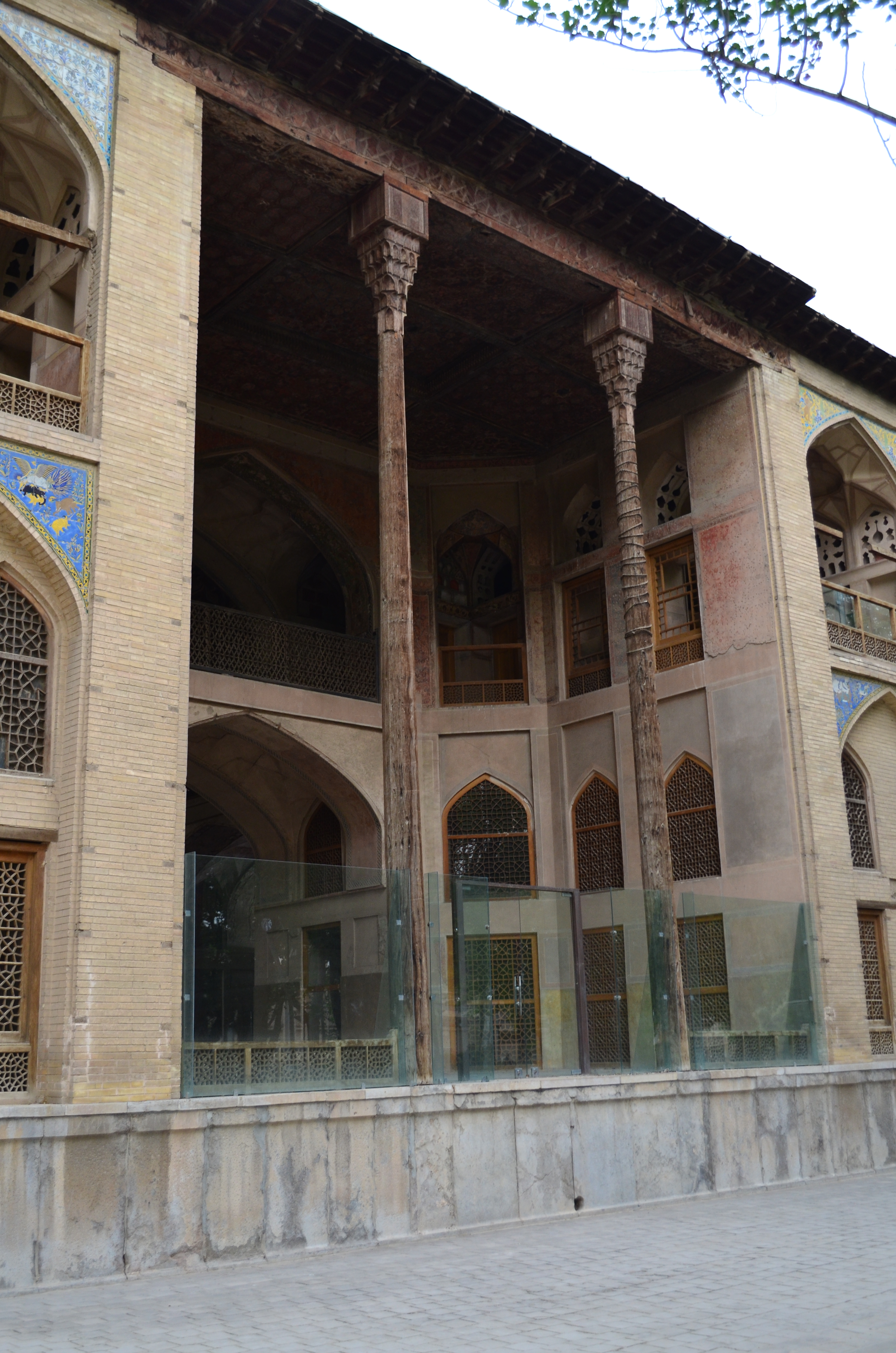
Iwan, houten pilaren met kapitelen

De naam van het paviljoen betekent "de acht paradijzen". Het gebouw werd in de jaren 1660 onder sjah Suleiman I als paleis gebouwd en is gelegen in een Perzische tuin, die oorspronkelijk werd aangeduid als de "nachtegalentuin" (Bāgh-e Bolbol). Het was ooit een van de rijkelijkst versierde gebouwen van de stad. Na verloop van tijd werden de interieurdecoraties echter grotendeels overpleisterd of verwijderd, vooral in de koepel zijn ze nog aanwezig.
In 1977 werd het paviljoen deels gerestaureerd, wat in 1980 werd beloond met de Aga Khan Award for Architecture.
In de 21e eeuw werd van de tuin een openbaar toegankelijk park gemaakt, het Sjahīd-Radjā’ī-Park (Pārk-e Šahīd Raǧā’ī).

## Bouw

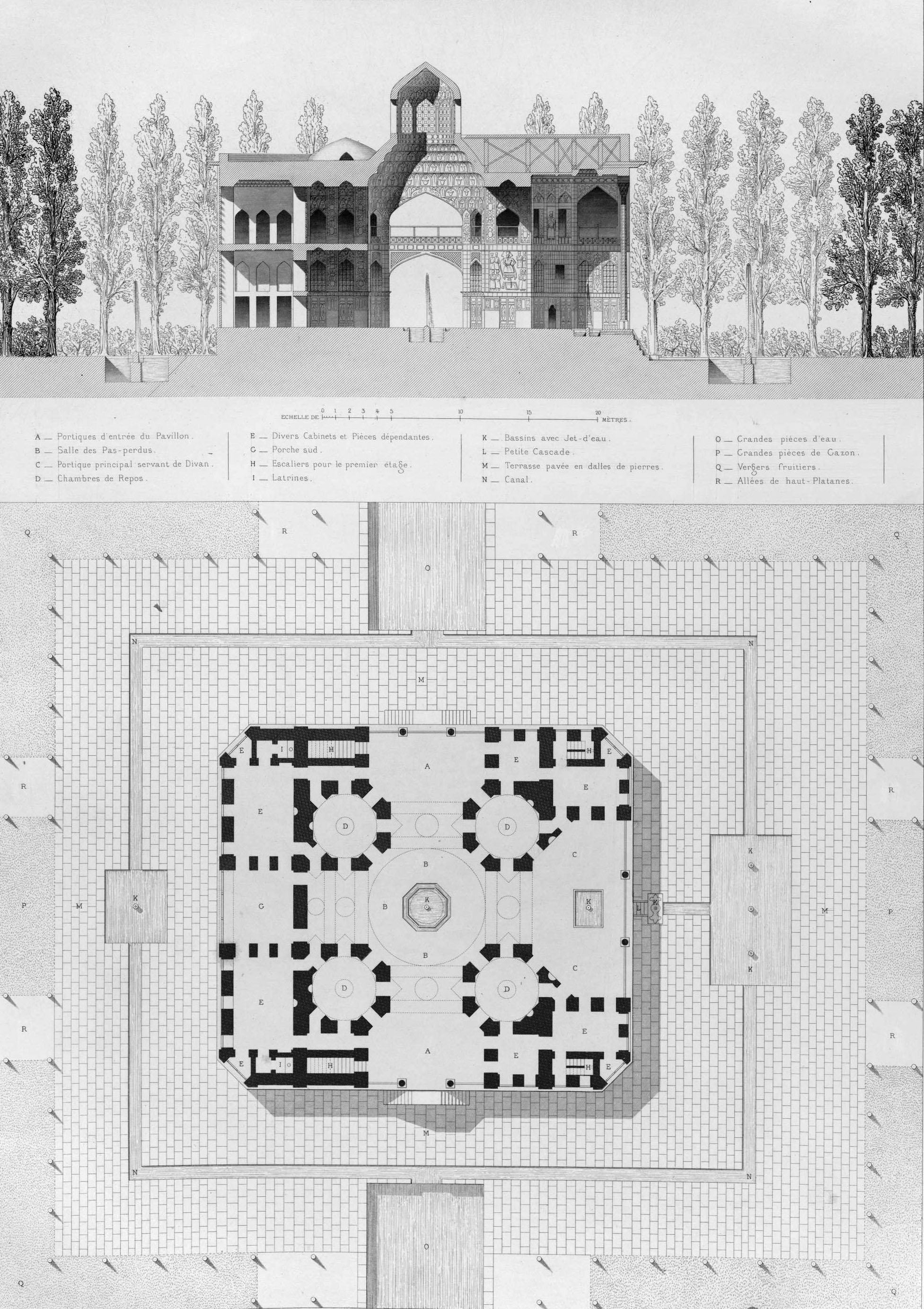
Plattegrond van Hasjt-Behesjt door de Franse artiest Pascal Coste

Het uit twee verdiepingen bestaande gebouw is geconstrueerd volgens het hasjt-behesjt plan, een centrale hal die op elke verdieping is omgeven door vier kamers. Het gebouw is achthoekig van vorm, hoewel het meer vierkant oogt. Er zijn twee ingangen aan de oost- en westzijde, die zijn uitgevoerd als iwans, waaronder als extra ondersteuning en decoratie houten kolommen staan. De gevels zijn uitgerust met grote overdekte balkons in de vorm van iwans. Aan de gevels bevinden zich siertegelwerken met voorstellingen van vogels, roofdieren en reptielen.
De centrale hal is overdekt met een koepel waarin zich een oculus bevindt. De vier kamers die op de hal aansluiten zijn achthoekig van vorm en fungeren tevens als enorme pilaren waarachter zich andere ruimtes bevinden. De achthoekige kamers zijn op beide verdiepingen aanwezig zodat er totaal acht kamers zijn. Onder de koepel is een fontein aangelegd, die het open karakter van het interieur en de verbinding naar de tuinen benadrukt. De koepel is voorzien van veelkleurige muqarnas. 
Het interieur is deels gedecoreerd met muurschilderingen, houtsnijwerk, spiegels, tegels en pleisterwerk. In een aantal vertrekken is houten plafondbekleding aangebracht.

## Galerij

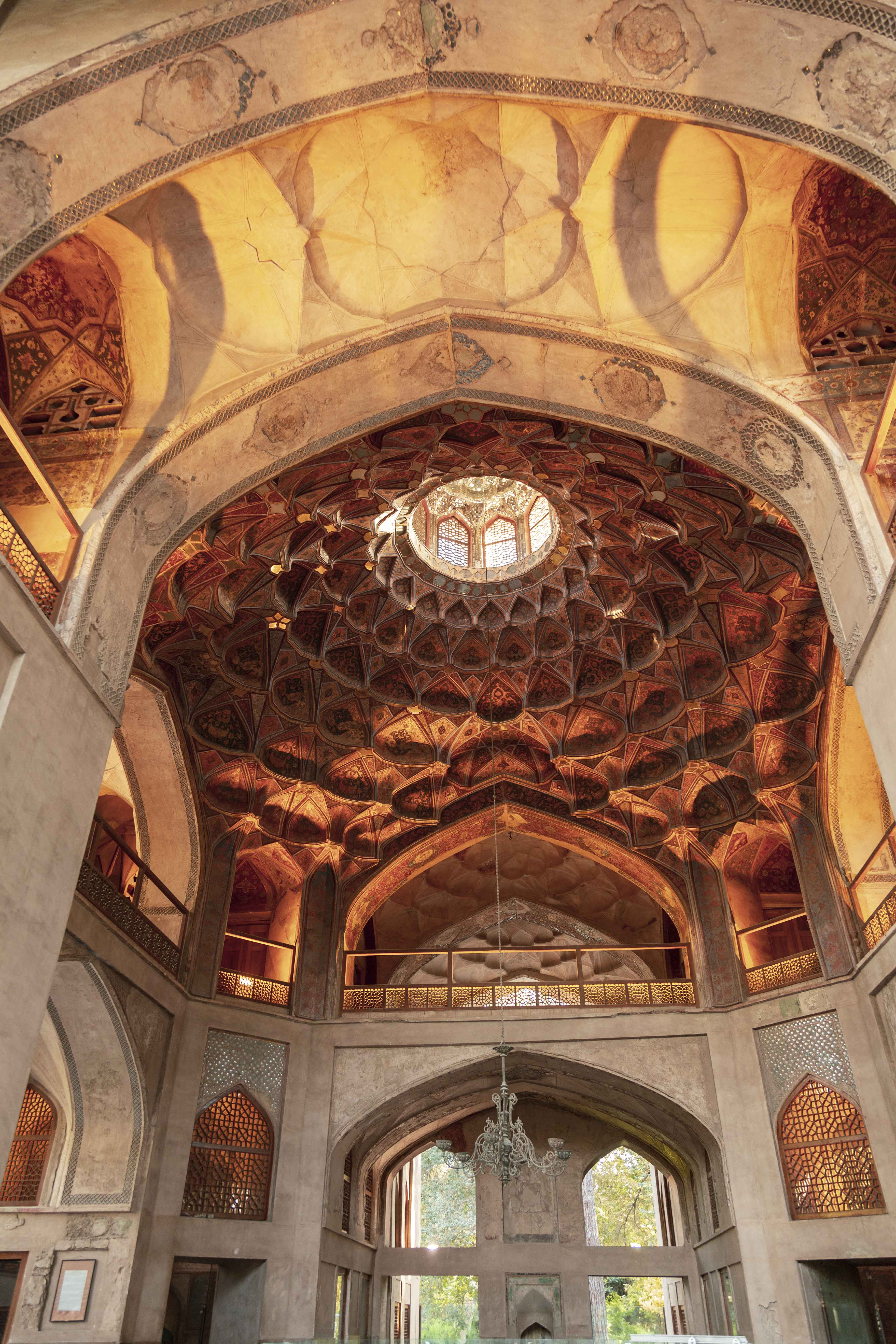
Koepel boven de centrale hal
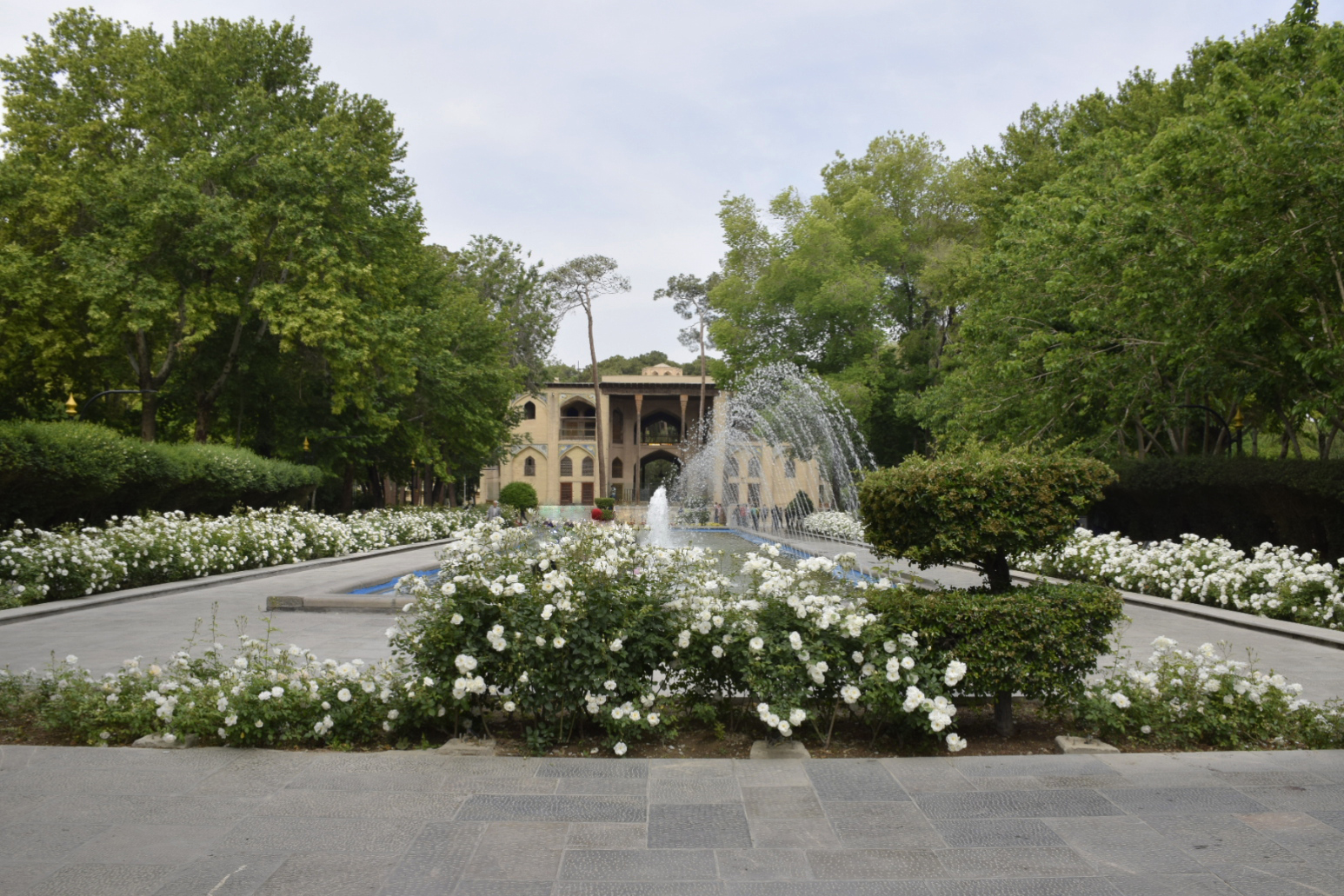
Tuin met vijvers en oostgevel
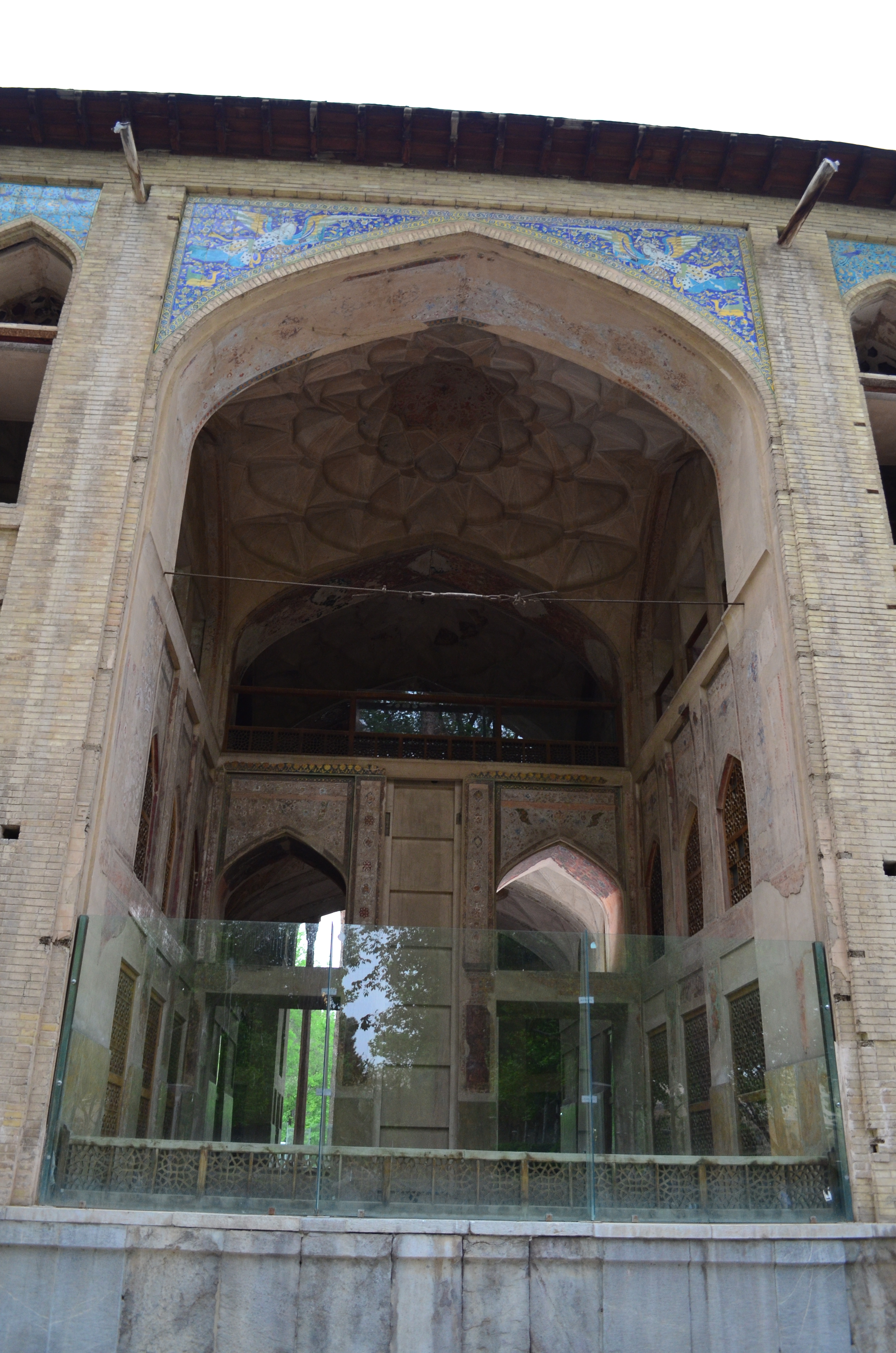
Iwan aan zuidzijde
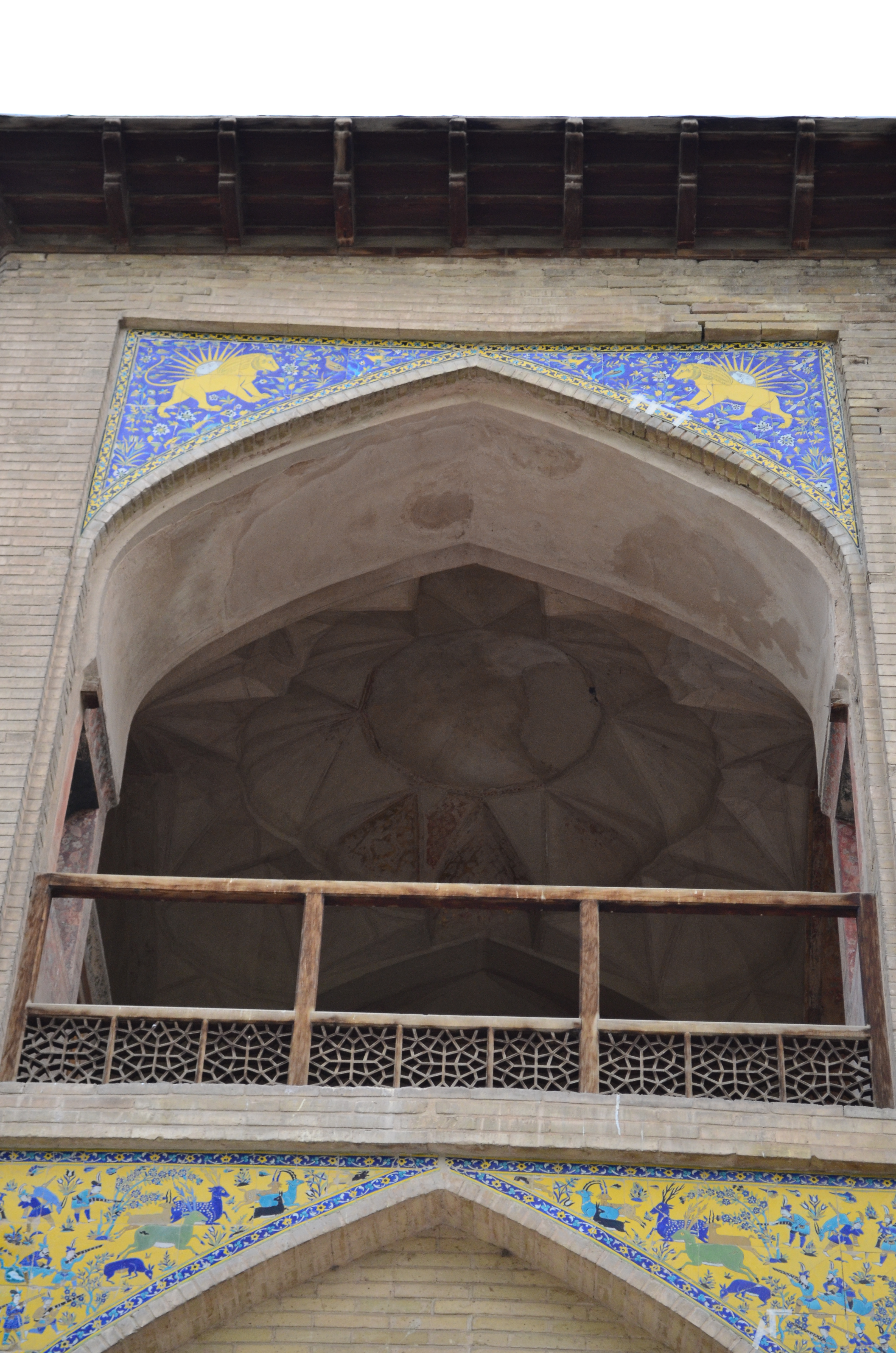
Balkon 1e verdieping
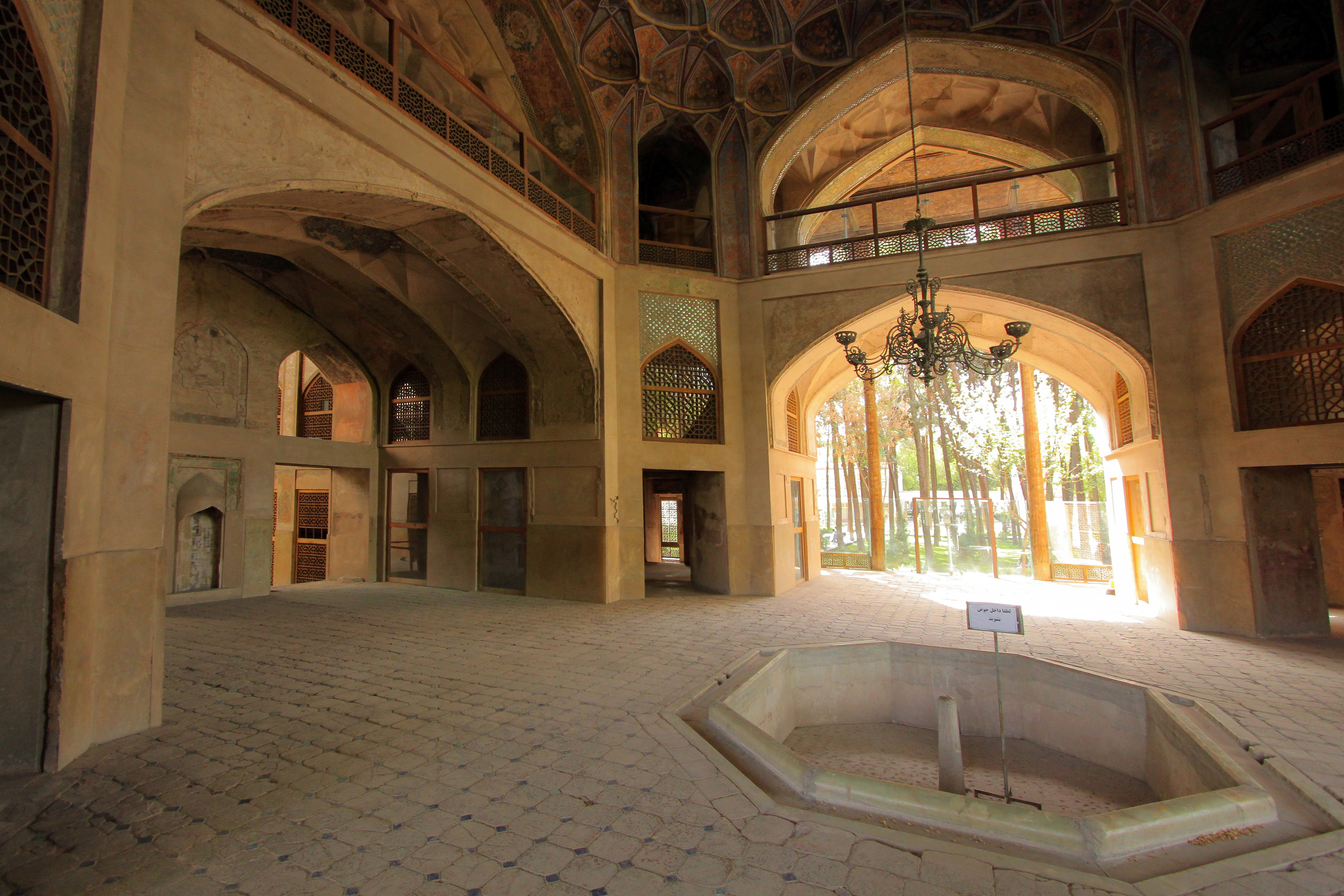
Centrale hal met fontein
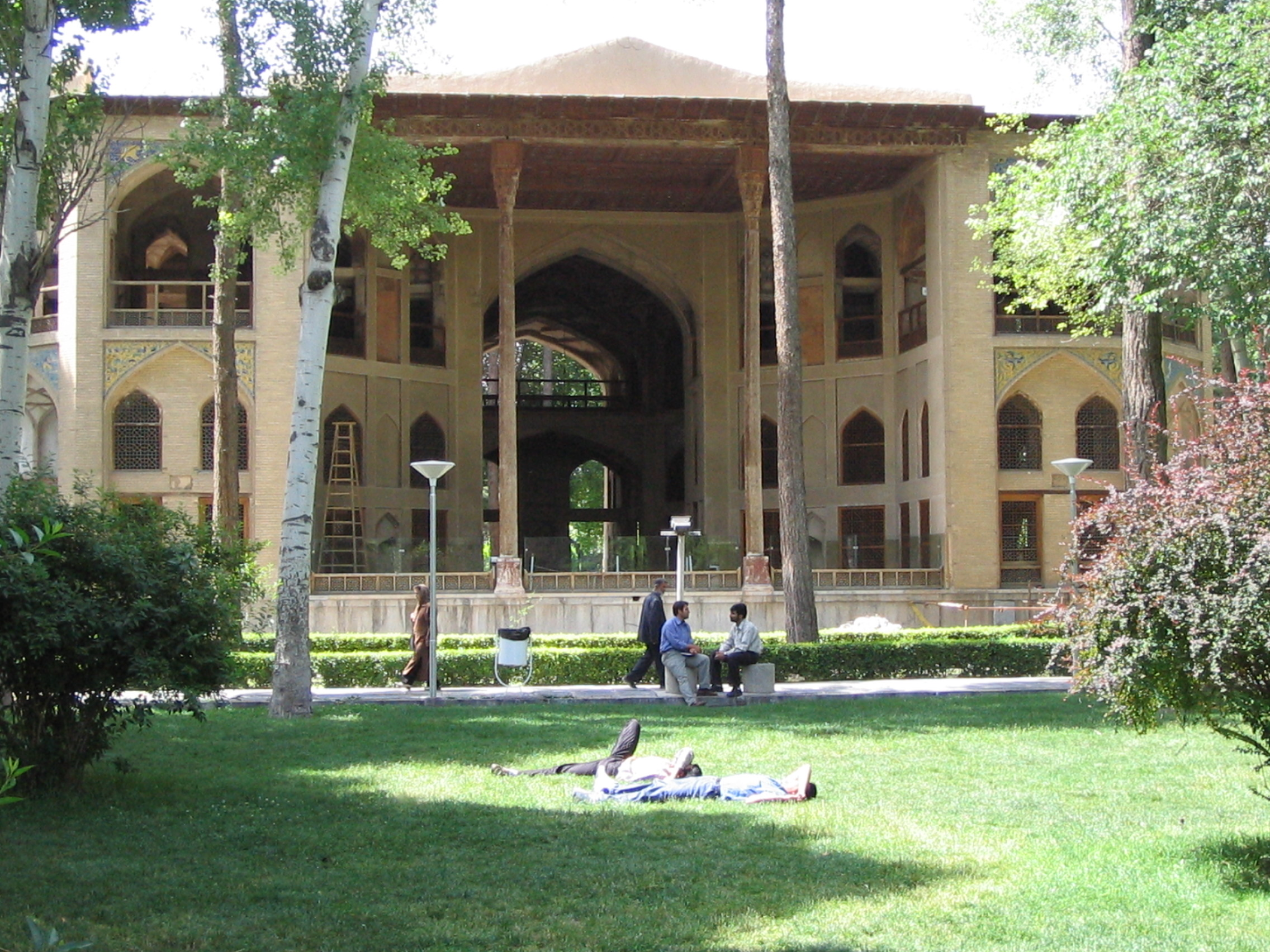
Blik van buitenzijde
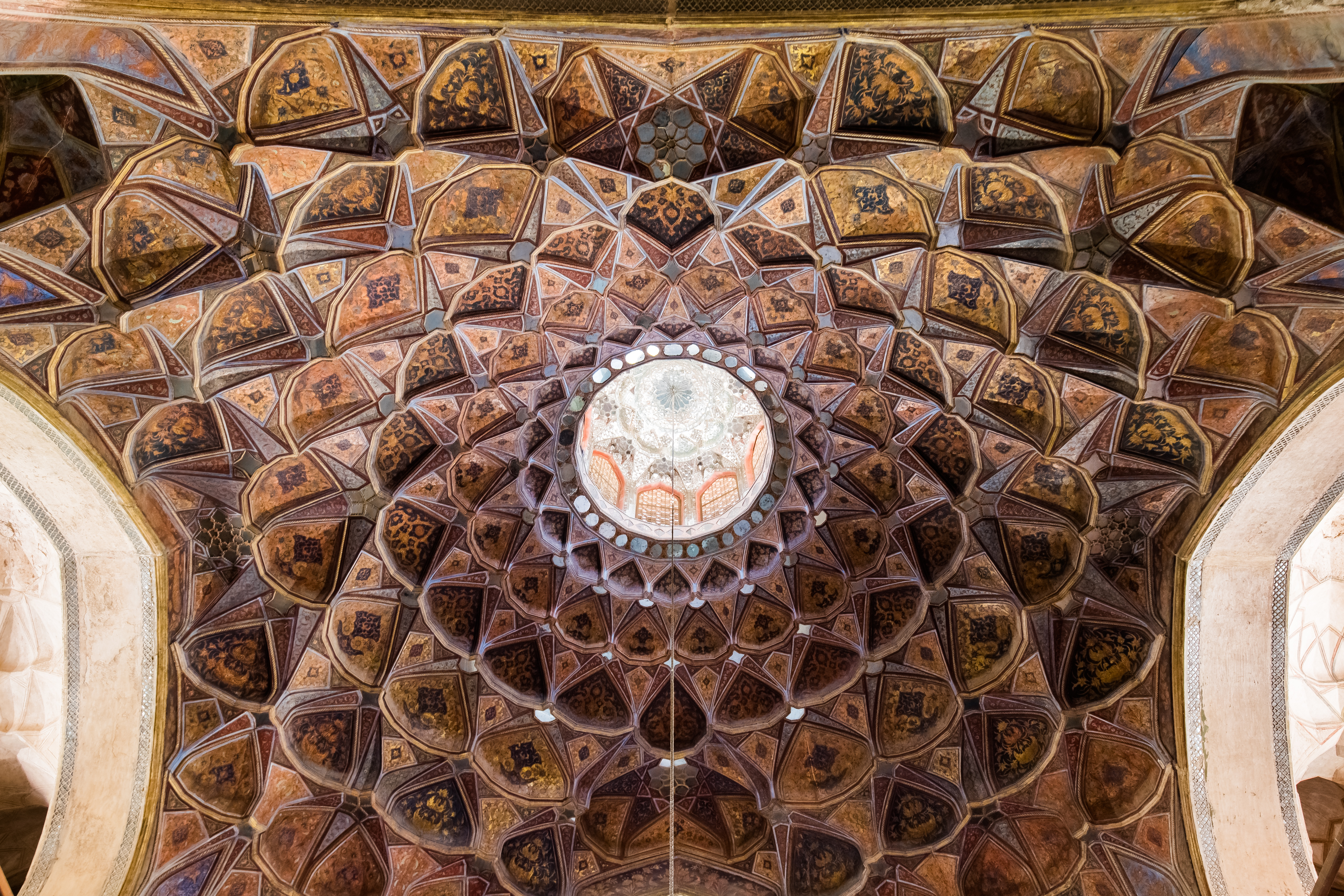
Plafond en oculus
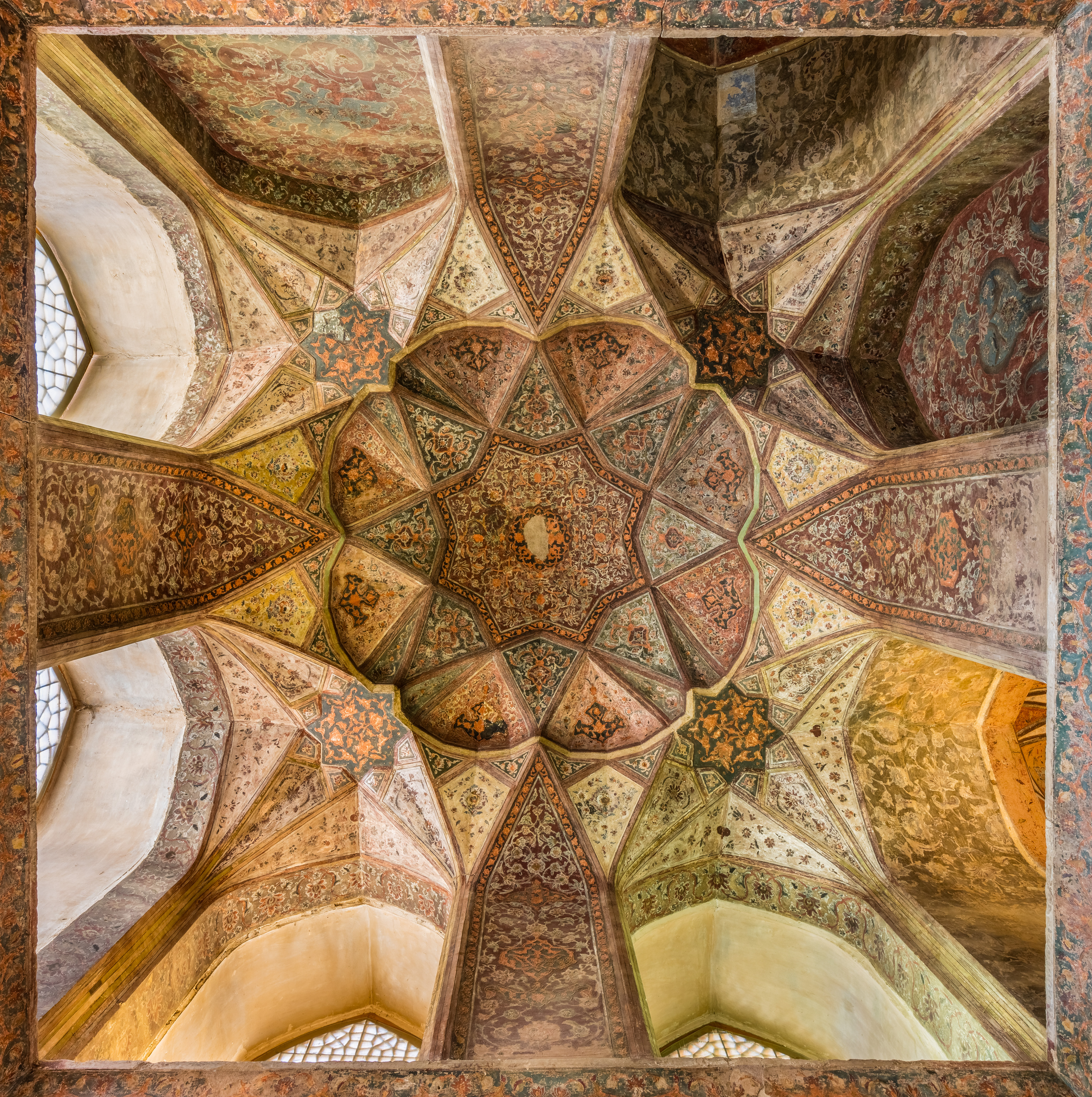
Nog een plafond